# Old Fort (Ohio)
Old Fort é um lugar designado pelo censo localizado no condado de Seneca no estado estadounidense de Ohio. No Censo de 2010 tinha uma população de 186 habitantes e uma densidade populacional de 124,46 pessoas por km².

## Geografia
Old Fort encontra-se localizado nas coordenadas 41° 14′ 31″ N, 83° 09′ 05″ O. Segundo o Departamento do Censo dos Estados Unidos, Old Fort tem uma superfície total de 1.49 km², da qual 1.49 km² correspondem a terra firme e (0%) 0 km² é água.

## Demografia
Segundo o censo de 2010, tinha 186 pessoas residindo em Old Fort. A densidade populacional era de 124,46 hab./km². Dos 186 habitantes, Old Fort estava composto pelo 94.62% brancos, o 1.61% eram afroamericanos, o 0% eram amerindios, o 0% eram asiáticos, o 0% eram insulares do Pacífico, o 0.54% eram de outras raças e o 3.23% pertenciam a duas ou mais raças. Do total da população o 5.38% eram hispanos ou latinos de qualquer raça.